# SRB-X (Rakete)
Die SRB-X war eine von Boeing in den 1980er Jahren entwickelte Konzeptreihe von Trägerraketen, die hauptsächlich auf Space-Shuttle-Hardware basierten.

## Geschichte
Die NASA und das DoD bzw. die USAF veröffentlichten 1984 eine Aufforderung zur Einreichung von Vorschlägen für eine kommerzielle Trägerrakete, die mindestens 10.000 Pfund (ca. 4,5 t) in eine geostationäre Umlaufbahn befördern musste und als Ersatz für das Space Shuttle bzw. als Absicherung gegen Ausfälle dessen dienen sollte. Der Vertrag sah vor, dass für die Lieferung und den Start von 10 Raketen ein Festpreis gezahlt wurde, wobei Treibstoffe, Oxidationsmittel und Druckmittel von der US-Regierung bereitgestellt wurden. Dabei boten neben Boeing mit der SRB-X auch Martin Marietta mit der Titan 34D-7 und Lockheed mit einer Atlas Centaur G Hybrid-Version (produziert von Convair) Raketen an.
Im Februar 1985 wurde bekanntgegeben, dass die Titan 34D-7 ausgewählt worden war.
Die SRB-X kam nie über die Konzeptphase hinaus, ein für 1988 geplanter Start konnte wegen Entwicklungsschwierigkeiten nicht durchgeführt werden.

## Versionen und Technik
Boeing konzipierte im Wesentlichen sechs Entwürfe der SRB-X. Die Grundidee war, möglichst viele bereits existierende Teile des Space Transportation System (STS), z. B. Solid Rocket Booster (kurz SRB, daher der Name), und anderer Raketen zu verwenden, um die Kosten niedrig zu halten. Kritiker sahen die Verwendung von Feststoffraketen als problematisch an, weil sie nur einmal gezündet werden konnten, und befürchteten, dass das Zünden in der Luft die Rakete zerreißen oder zumindest großen Schaden anrichten würde.

### A3 und A4
Diese Konzepte hätten aus linearen Stapeln von SRB-Segmenten bestanden und wären daher größer gewesen. Die A3 sollte mit 100 m Höhe 13,6 t Nutzlast auf eine Polarbahn bzw. 4,1 t in eine geostationäre Umlaufbahn bringen können. Der A4 wurden seitlich zwei Booster vom Typ UA-1205 (Titan) hinzugefügt, mit welchen sie 15,9 t Nutzlast in eine Polarbahn und 5,4 t in ein geostationäre Umlaufbahn hätte befördern können. Sie sollte 91,4 bzw. 86,3 m hoch sein und eine Titan 3-Erststufe als zweite Stufe verwenden.

### B2, B3, B4 und B6
Bei diesen Varianten fungierten zwei seitliche SRB als erste Stufe. Man versuchte nun, die gleiche Startplattform wie das STS zu benutzen. Deshalb sollten jetzt die Booster mit der gleichen Entfernung montiert werden, wie sie es beim STS waren. Zwischen ihnen und der restlichen Rakete wäre sehr viel Platz gewesen, was zu einer erheblichen Erhöhung des Strukturgewichts geführt hätte. Ein dreiteiliger SRB sollte als zweite Stufe in der Luft gezündet werden und nach dem Ausbrennen in der Erdatmosphäre verglühen. Die dritte Stufe sollte aus einer Oberstufe einer Titan 3D gebaut werden. Geplant war, dass als vierte und letzte Stufe eine Centaur G oder Centaur G Prime verwendet wurde.
Die B2 wäre 80 bzw. 75 m hoch gewesen und hätte damit 13,6 bzw. 4,5 t Nutzlast in eine Polarbahn bzw. eine geostationäre Bahn transportieren können. Die B3 hätte mit geringerer Größe von 67,7 bzw. 62,5 m gleich viel befördern können. Die B4 wäre mit einer Höhe von 59,4 m die kleinste Rakete gewesen, hätte aber 14,5 t in eine Polarbahn bringen können, wenn auch nur 4,1 t in einen GEO. Die letzte vorgeschlagene Version war die B6, die die gleichen Maße und die gleichen Nutzlastkapazitäten wie die B3 hätte, jedoch 15 t in eine Polarbahn hätte befördern können.